# セピア調

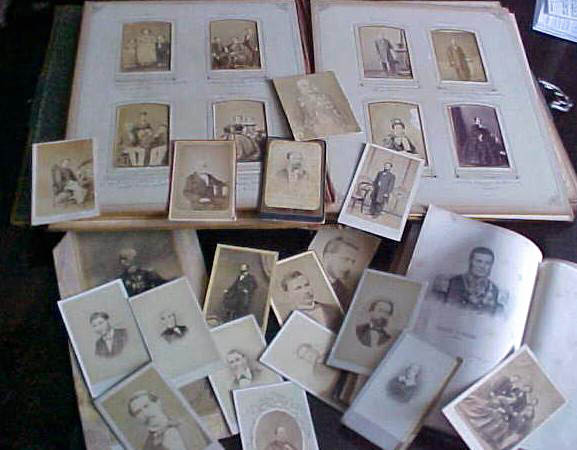
古くて変色した人物写真

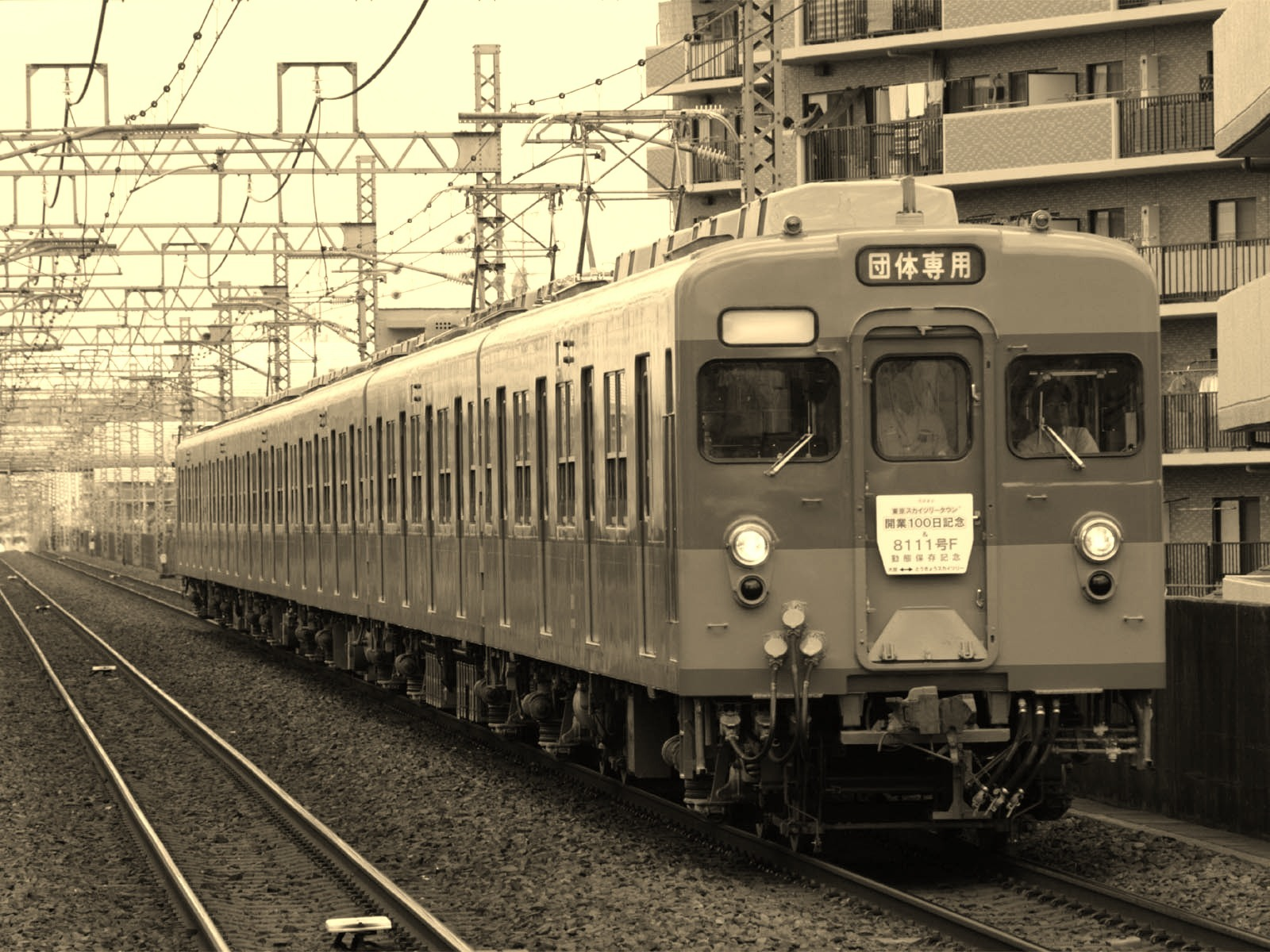
セピア調に加工した画像

セピア調（セピアちょう）とは、茶褐色もしくは暗褐色のモノトーン（→モノクローム）の色調のこと。語源は、イカ墨から作られた暗褐色の絵具であるセピア（sepia、ギリシア語でコウイカ）から。

## 概要
セピア調は、前述の通り茶褐色ないし暗褐色の色調を主体とした色合いを示すが、これは映像においては経年劣化したモノクロ印画紙に見られる色合いで、現像直後は青暗色の濃淡で映像としたものが、劣化に従って白い部分は黄変、暗い部分は赤褐色へと変化する。これは主に感光材や紙の化学変化によるものだが、古くなるほどにこういった変化は顕著化する。なお、こうした色合いの変化はカラー写真でも同様に起こる場合もある。
これを後述するように、意図的に映像を処理することにより似たような風合いを出すことも可能で、レトロブームの延長でそういった風合いを好んで意図的に加工する場合がある。写真編集の分野では、デジタル処理以前から薬品で強制的に印画紙を劣化させたり、あるいは鶏卵紙の作成など使用する感光材を工夫することでセピア調を再現することもある。

## 写真
- 銀塩写真では、プリントの段階でその色調をセピア調に調整することができるほか、コニカミノルタからは専用フィルム「セピア調400」も製造販売されている。1990年代後半には専用フィルムを組み込んだ「セピア調使い捨てカメラ」も存在していた。
- デジタルカメラでは、セピア調の写真を撮影するモードが用意されている機種があるほか、市販ソフトによる事後加工も可能である。
- カラーネガフィルムやカラー画像データからセピア調のプリントを作成するサービスを行っているDPE店もある。